# Honoré III. (Monaco)

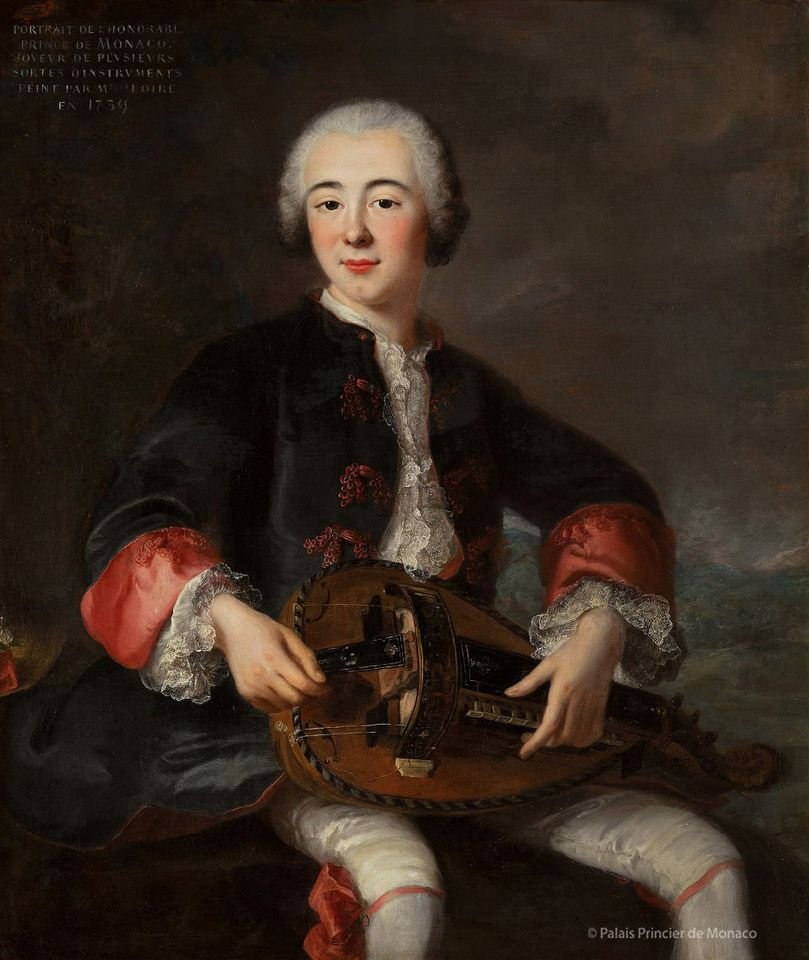
Honoré III. (Monaco)

Honoré III. (* 10. November 1720; † 21. März 1795 in Paris) aus dem Haus Goyon bzw. Goyon-Grimaldi war in den Jahren 1732–1793 Fürst von Monaco.

## Leben
Honoré war der Sohn der monegassischen Erbprinzessin Louise-Hippolyte und des normannischen Adligen Jacques, Herr von Matignon, der durch die Heirat im Jahre 1715 einen Erbanspruch auf das souveräne Fürstentum erworben hatte und nach dem Tod des letzten männlichen Vertreters des älteren Hauses Grimaldi, Antoine I., des Vaters von Louise-Hippolyte, im Jahre 1731 mit seiner Frau von ihrem bisherigen Wohnsitz in Paris, dem Hôtel Matignon, nach Monaco gezogen war, um dort die Herrschaft zu übernehmen. Gemäß der monegassischen Thronfolgeregelung musste Jacques dazu den Namen Grimaldi sowie das grimaldische Wappen übernehmen. 
Während die Monegassen Louise-Hippolyte mit Begeisterung empfingen, sahen sie in Jacques einen Landfremden, dem sie von Anfang an misstrauten. Die Lage verschärfte sich durch den Tod der Fürstin Louise-Hippolyte im Dezember 1731. Gegen den Widerstand der Bevölkerung konnte Jacques nicht daran denken, das Land zu regieren, so dass er schließlich nachgab und im Mai 1732 das Fürstentum verließ, um den Rest seines Lebens in Versailles bzw. Paris zu verbringen. Damit wurde sein Sohn Honoré im Alter von gerade einmal 11 Jahren Fürst von Monaco (offiziell dankte Jacques am 7. November 1733 ab). Die Regentschaft übernahm Antoine Charles, genannt le Chevalier Grimaldi, ein unehelicher Sohn Antoine I. Honoré kehrte erst nach dem Tod Antoines im Jahr 1784 nach Monaco zurück; bis zu diesem Zeitpunkt hatte er Antoine die Regierungsgeschäfte überlassen. Durch seine Familie besaß Honoré eine enge Verbindung zur französischen Krone, in deren Armee der junge Honoré Karriere machte. Dadurch verstärkte sich die Bindung Monacos an Frankreich, das Monaco auch militärisch unterstützte, etwa als das Fürstentum während des Österreichischen Erbfolgekrieges von sardisch-österreichischen Truppen belagert wurde.
Am 5. Juli 1757 heiratete Honoré die italienische Adlige Marie-Catherine de Brignole, von der er sich 1770 wieder scheiden ließ. Mit ihr hatte er zwei Kinder: den Thronfolger Honoré IV. (1758–1819) und Joseph (1767–1816). 
Die Grimaldi unterhielten enge Beziehungen zu den französischen Königen Ludwig XV. und Ludwig XVI., die der Familie in Frankreich umfangreiche feudale Rechte gewährten, um so indirekt eine gewisse Kontrolle über Monaco zu erlangen.
Die Französische Revolution von 1789 hatte dementsprechend fatale Folgen für Honoré und seine Familie. Die Grimaldi verloren in Frankreich alle Adelsprivilegien, ihr dortiger Besitz wurde enteignet. Aber auch als souveräner Fürst von Monaco musste Honoré um seine Stellung fürchten. Zwar gab es in Monaco eine Partei, die unter Berufung auf den französisch-monegassischen Vertrag von Péronne die Beibehaltung der Unabhängigkeit Monacos als Erbfürstentum forderte, doch fasste die Revolution im von Frankreich umschlossenen Monaco schnell Fuß, so dass die republikanische Partei die Absetzung des Fürsten und den Anschluss an Frankreich forderte, das 1792 mit der Absetzung Ludwigs XVI. Republik geworden war. Honoré war in dieser Lage machtlos und musste dem Annexionsbeschluss 1793 nicht nur tatenlos zusehen, er selbst wurde inhaftiert und starb am 21. März 1795 in einem Kerker in Paris. Die Frau seines Sohnes Josef starb bald darauf unter der Guillotine, die übrige Familie verbrachte die folgenden Jahre, teils in Haft, teils unter harten materiellen Bedingungen, in Frankreich, ehe mit der Restauration 1814 der gesundheitlich angeschlagene Honoré IV. die Gelegenheit bekam, als Erbe seines Vaters die Herrschaft über Monaco anzutreten.